# Власність
Вла́сність — матеріальне чи інтелектуальне майно, яке перебуває у володінні особи.
Розрізняють власність приватну, комунальну і державну залежно від того, чи речі (майно) належать приватній особі, громаді (спільноті) чи державі.
Власність не слід плутати з правом власності, іншими речовими правами, а також з самими речами.

## Римське право
Римське право за основу й джерело власності покладало ЗАЙМАНЩИНУ, яка відбувається при виразній, чи мовчазній згоді людей навколо і потім служить джерелом усіх інших джерел володіння — дарунку, спадку. Спочатку власність на ґрунт і територію була колективна, родова. У родинному, мисливському чи скотарському способі життя, ніхто не міг претендувати на виділення йому частини племінної території для його особистого користування. Далеко скоріше розвивається приватна власність на худобу, що випасається на спільній території, ніж на саму територію, бо, як писав Грушевський Михайло Сергійович, при шуканні кращих мисливських угідь і при малій чисельності  населення вона не набрала ще того значення, яке здобуває при розвитку осілості й землеробства.

## Хліборобство як основа походження права власності на землю

### Релігійне походження власності на землю
Хліборобство також провадить перше разом увесь рід, але, з усвідомленням цінності ґрунту, починаються скоро вилами із колективної власності племені. Перші вилами роблять представники вже розвиненої племінної влади, спираючись на свою владу та на релігійні заборони, що поширюють значення «святості» себто недоторканості на ті речі — а в тому числі на ґрунт — що служили для релігійних церемоній. Наділи грецьких ватажків, — як завважив М. Грушевський, — носять те саме ймення «теменос», що й площа поганської божниці. Та сама метода пристосовується пізніше в дальшому процесі розвитку приватної власності, яка свідомо чи несвідомо ставиться під охорону магічних дій та символів, що стережуть виняткового права їх власників від сторонніх претензій. У більшості релігій збереглася пам'ять про релігійне походження власності: у Біблії Господь каже Авраамові «Я — Предвічний, що вивів тебе з Ура халдейського, щоб віддати тобі цю землю в насліддя» (І. Мойсея, XV, 7). А потім Мойсеєві: «введу вас у землю, що про неї клявсь віддати її Авраамові й Ісаакові й Якові, і дам вам її у насліддя.» (II Мойсея, VI, 8).
Таким чином Бог, як стверджує французький дослідник Фюстель де Кулянж, виступає як первісний власник усієї землі, що делегує людині власність на частину території, чи ґрунту. Такого погляду трималися й у нас селяни в часах революції 1917-18 рр., домагаючись скасування власності на поміщицьку землю.
«Земля — Божа, говорили вони, — належить тим, хто її обробляє».
Щось подібне бачимо ми і в давніх греків та римлян, — лише тут право власності походить не від одного Бога, а від окремих родинних культів та від культу небіжчиків. Небіжчики були своєрідними теж богами, що належали родині, в яку колись входили, і яка — єдина мала право закликати їх собі на поміч. Ці небіжчики, поховані в землю, ніби опановують ту частину ґрунту, де вони поховані, і члени родини, — як і у нас пізніше в Україні — приходили до них у певні дні «пом'янути» їх, віддати їм данину вином, чи качанням яєць по могильному горбку тощо. За давніми законами, могили були непорушні, ніхто не мав права відібрати землю, де спочивають небіжчики: це була натуральна власність родини, до якої колись вони належали.

### Приватна власність на землю що обробляється поколіннями власників
Дуже легко ідея власності з самого могильного горбка поширювалася на більший чи менший шмат землі, який оточував ту могилу, і де знаходили місце вічного спочинку все дальші члени родини. За давніх часів ми не знаходимо спільних цвинтарів, але родинні могили на родинних полях. Ці поля оточувано межею, що мала відділяти володіння одного родинного культу від другого. У визначені дні старший в роді обходив своє поле, ведучи з собою тварини, призначені на жертву, та виспівуючи релігійні гімни і тим з одного боку вшановував своїх богів — небіжчиків, а з другого — зазначав межі своєї власності. Межі ж ті були святі й непорушні: «Хто торкнеться чи порушить межу, буде осуджений богами; його хата зникне, його рід вигасне; його земля не даватиме плоду; град, іржа, спека знищать його ниву; члени його тіла вкриються пухирями і згниють…»
І у нас зберігався до недавніх часів забобонний страх перед МЕЖАМИ, де, мовляв, завжди водиться нечиста сила, яку небезпечно чіпати. Це — безсумнівний слід давнього релігійного походження земельної власності.
У початках історичного життя нашого народу існувала вже не тільки особиста власність на речі, переступи проти якої карають постанови «Руської Правди», але й особиста власність на землю: маємо в наших джерелах вістки про продаж, дарування і конфіскату маєтностей. Проте, як у старій українській Київській Державі, так і в пізнішій Московщині, земля могла належати тільки вищим станам, а нижчі, до яких належало селянство, землі в спадковій власності не мали а лише її, на рахунок вищих станів, обробляли.

### Походження права на землю в Україні (Гетьманщині) та Московії
Хмельниччина спричинилася до утворення козацького права на земельну власність, що його не знала общинна Москва. У правно-державних поняттях Москви, як вказав Липинський В'ячеслав, централізований і міцний державний апарат, сформований за татарськими зразками, дуже добре підійшов до примітивного комунізму московської сільської общини «вся земля належала цареві і тільки йому». Цар міг давати чи «жалувати» землю в користування своїм підданим і так само, він міг її що-хвилі відібрати. Землі давалися тільки «за службу цареві», а коли такої служби не було, цар міг землю відібрати. Яка тут різниця в порівнянні з козацькими поняттями, що земля «кров'ю предків їх полита»; належить усьому козацькому родові, і ніхто не має її з того роду відібрати, хоча б з того й залишилися, що «вдова з дітьми», які не могли ніякої «служби» нести. Але ці поняття козацькі були ще тільки в звичаях, що їх козаки, при потребі шаблею завзято боронили, але нерідко від шаблі сильнішого й гинули. У зорганізованій державі, яку хотів мати Хмельницький, під ці «звичаї» треба було вже підвести «право», на сторожі якого мала стати держава. І тому Хмельницький заводить окреме цивільне право й цивільне судівництво, збудоване на підставі давнього римського права, яке суворо обороняє особисту власність. І от тим часом, як на Московщині продовжувало панувати старе звичаєве общинне право, в Україні що-раз більше закорінюється право індивідуальне. Ця корінна ріжниця мусила відбитися й на самому психічному укладі двох народів та витворила в Московщині придатний ґрунт для комунізму, а в Україні — завзяту боротьбу проти комуни.
Комуністи зробили своїм: гаслом Прудона, що «власність — це крадіжка», додали до неї ще й друге: «Грабуй награбоване» і знищили вщент не тільки всі давні підстави власності в Україні, але й цілі класи давніших власників, від поміщиків та промисловців починаючи і на заможних та напівзаможних селянах (куркулі та підкуркулі) кінчаючи. Ця операція коштувала Україні багатьох мільйонів людей і багатства країни, але самої власності не знищила. Кожному бо відомо, що в СРСР існує великий клас багатих людей, що посідають палаци, вілли над морем, люксові автомобілі і всякий інший комфорт, включно з добре оплачуваними «власними» лікарями та власною політикою охороною. Про це див. Безкласове суспільство.

### Ставлення Християнства до власності
Християнство не заперечує власності, хоча й не вважає її «святою» й «непорушною». Християнство поручає тільки не прив'язуватися до власності, пам'ятаючи, що «не можна служити одночасно Богу і мамоні» (Матв. 6, 24). Закхей, не відмовляючись від власності і хати, в якій приймав Спасителя, обіцяв віддати старцям половину свого майна і віддати вчетверо тим, кого образив. І Христос сказав йому: «Нині прийшов рятунок дому цьому» (Лк. XIV, 8-9) Св. Павло визнає власність, що приходить від праці рук: «Хто, насадивши виноград, не їсть плодів його? Хто, пасучи худобу, не п'є молока від неї?» (І. Корінт. IX, 7).
Але власність зобов'язує соціально: вона зобов'язує втримуватися від того, що веде до її зросту зо шкодою для інших. Вона каже допомагати тим, хто в потребі, і то не з примусу, а «з доброю совістю» (І. Петра, III, 16), відчуваючи від того втіху, бо «приємніше давати, ніж приймати» (Діянія XX. (35)). Зрештою, цього вимагає не тільки моральний обов'язок, але й практичний розрахунок: «Давайте, то й вам буде дано… Якою мірою міряєте, виміряється вам» (Луки, VI, 38).

### Власність в Українській Народній Республіці.
Проект конституції Української Народної Республіки з 1919 р. також стояв на засаді СУСПІЛЬНОЇ функції власності:
«Приватна власність стоїть під охороною закону. Власність зобов'язує. Користування власністю мусить служити для добра загалу».
Але якщо власність визнається не тільки за право але й за обов'язок, то коли обов'язок не виконується, право касується. Часи необмеженої «святої» власності минули безповоротно, але пройдуть безповоротно й теорії комуністів про повне скасування приватної власності. «Гуртове — чортове», казали наші селяни, і досвід з колгоспами виказав цілковиту правду народної мудрості.